# Selfcaged
Selfcaged to minialbum grupy Meshuggah wydany nakładem wytwórni Nuclear Blast.

## Lista utworów
Opracowano na podstawie materiału źródłowego.
1. "Vanished" - 5:34
2. "Suffer in Truth" - 4:26
3. "Inside What's Within Behind" - 4:10
4. "Gods of Rapture" (live) - 4:53

Edycja amerykańska
1. "Gods of Rapture" - 5:11
2. "Humiliative" - 5:17
3. "Suffer in Truth" - 4:19
4. "Inside What's Within Behind" - 4:10
5. "Gods of Rapture" (live) - 4:53

## Twórcy
Opracowano na podstawie materiału źródłowego.
- Jens Kidman – wokal
- Fredrik Thordendal – gitara prowadząca, gitara basowa, syntezator
- Mårten Hagström – gitara rytmiczna
- Tomas Haake – perkusja, melorecytacja
- Peter Nordin – gitara basowa